# Чиканов, Сергей Александрович
Сергей Александрович Чиканов (род. 3 ноября 1979, Киев) — украинский гребец, выступавший за сборную Украины по академической гребле в период 1996—2015 годов. Серебряный и дважды бронзовый призёр чемпионатов Европы, участник летних Олимпийских игр в Лондоне.

## Биография
Сергей Чиканов родился 3 ноября 1979 года в Киеве, Украинская ССР. Заниматься греблей начал в 1991 году, проходил подготовку в столичном ЦСКА.
Дебютировал на международной арене в сезоне 1996 года, выступив в четвёрках распашных с рулевым на юниорском чемпионате мира в Шотландии. Год спустя на аналогичных соревнованиях в Бельгии стартовал в четвёрках безрульных и занял в финале шестое место.
В 2001 году вошёл в основной состав украинской национальной сборной, впервые принял участие в этапах Кубка мира, побывал на взрослом чемпионате мира в Люцерне, где показал шестой результат в рулевых двойках.
Участвовал в мировых первенствах 2002 года в Севилье и 2003 года в Милане в зачёте восьмёрок, но был далёк здесь от попадания в число призёров.
В 2009 году после достаточно длительного перерыва вернулся в состав главного восьмиместного экипажа Украины и побывал на чемпионате Европы в Бресте, откуда привёз награду серебряного достоинства — в финале украинские гребцы уступили только команде из Польши.
На европейском первенстве 2010 года в Монтемор-у-Велью стал бронзовым призёром в восьмёрках,  пропустив вперёд Германию и Польшу, тогда как на первенстве мира в Гамильтоне попасть в число призёров не смог, отобравшись лишь в финал «Б».
В 2011 году получил бронзу на чемпионате Европы в Пловдиве, участвовал в чемпионате мира в Бледе.
Благодаря череде удачных выступлений удостоился права защищать честь страны на летних Олимпийских играх 2012 года в Лондоне — в программе мужских восьмёрок финишировал во всех трёх заездах последним и расположился в итоговом протоколе соревнований на последней восьмой строке.
После лондонской Олимпиады Чиканов остался в составе украинской национальной сборной и продолжил принимать участие в крупнейших международных соревнованиях. Так, в 2013 году он выступил в безрульных двойках на европейском первенстве в Севилье.
В 2014 году стартовал в восьмёрках на чемпионате Европы в Белграде и в безрульных четвёрках на чемпионате мира в Амстердаме.
Последний раз показал сколько-нибудь значимые результаты на международном уровне в сезоне 2015 года, когда отметился выступлениями на европейском первенстве в Познани и на мировом первенстве в Эглебетт-ле-Лак. Вскоре по окончании этих соревнований принял решение завершить спортивную карьеру.